# 科学与工业博物馆 (芝加哥)
科学与工业博物馆（英語：Museum of Science and Industry，MSI）位于美国伊利诺伊州芝加哥的杰克逊公园，所在的海德公园社区介于密歇根湖与芝加哥大学之间。它最初为1893年芝加哥哥伦布纪念博览会而建的艺术宫。
它是西半球最大的科学博物馆。根据2009年访客人数，科学与工业博物馆是芝加哥的第二大人文景点。

## 展覽及藏品

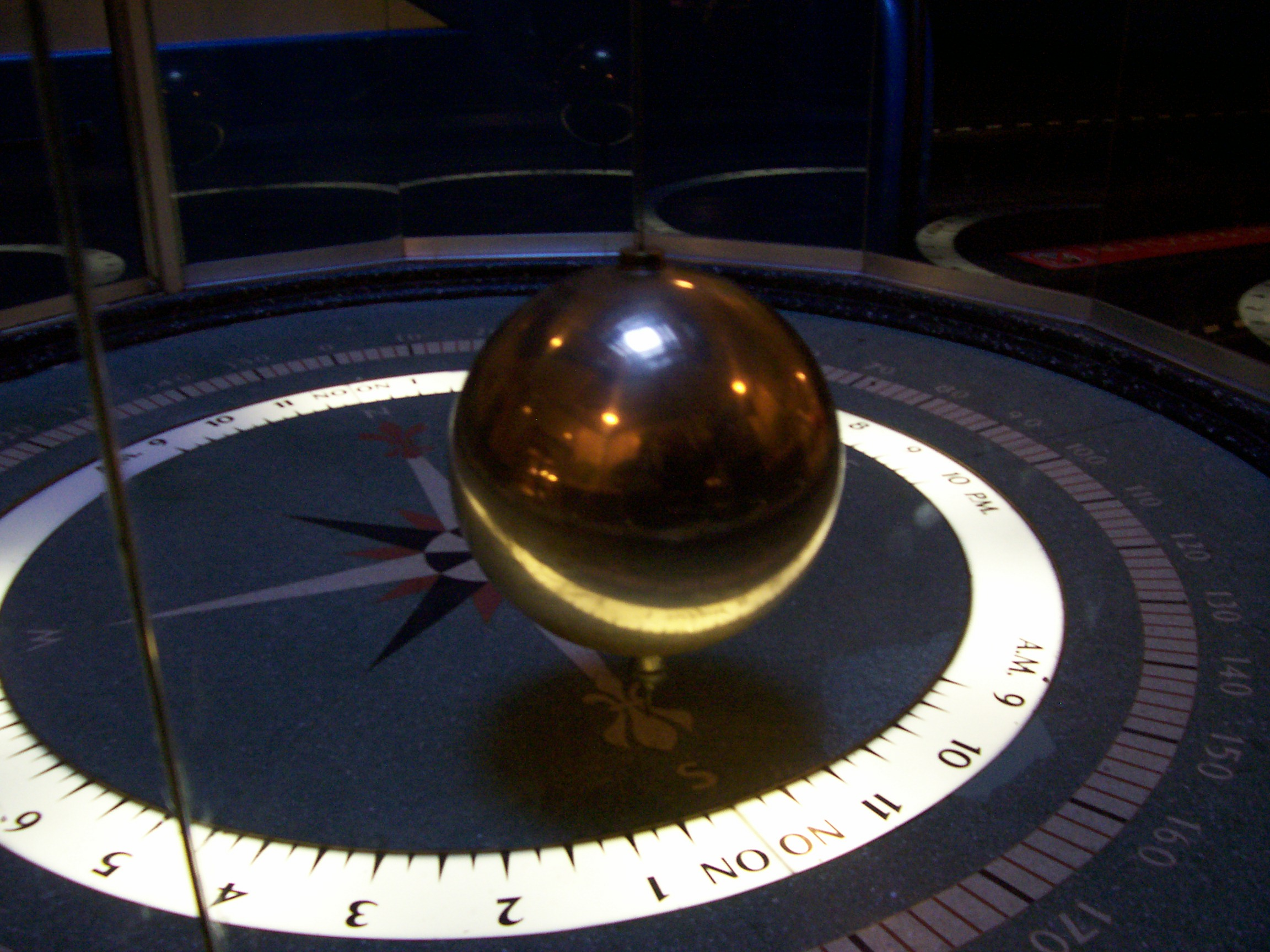
傅科擺（Foucault pendulum）模型

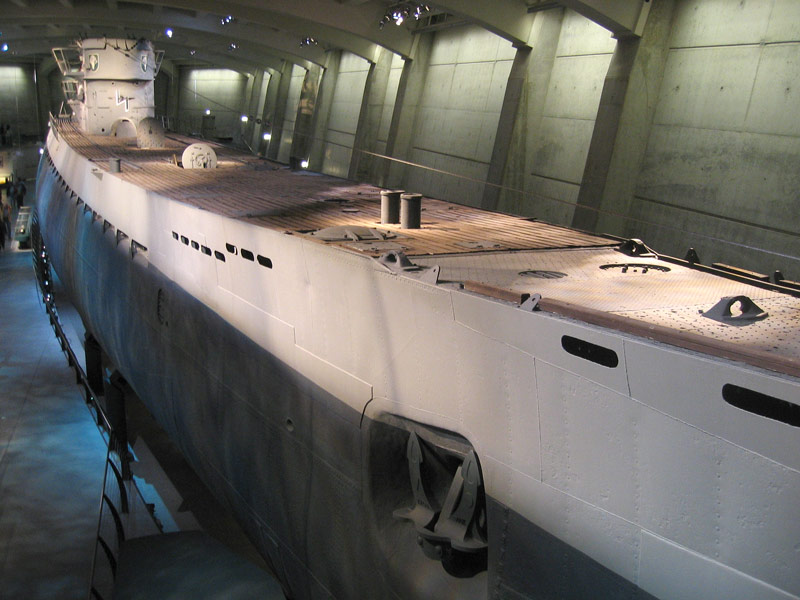
被俘獲的納粹德國海軍IX級潛艦U-505號

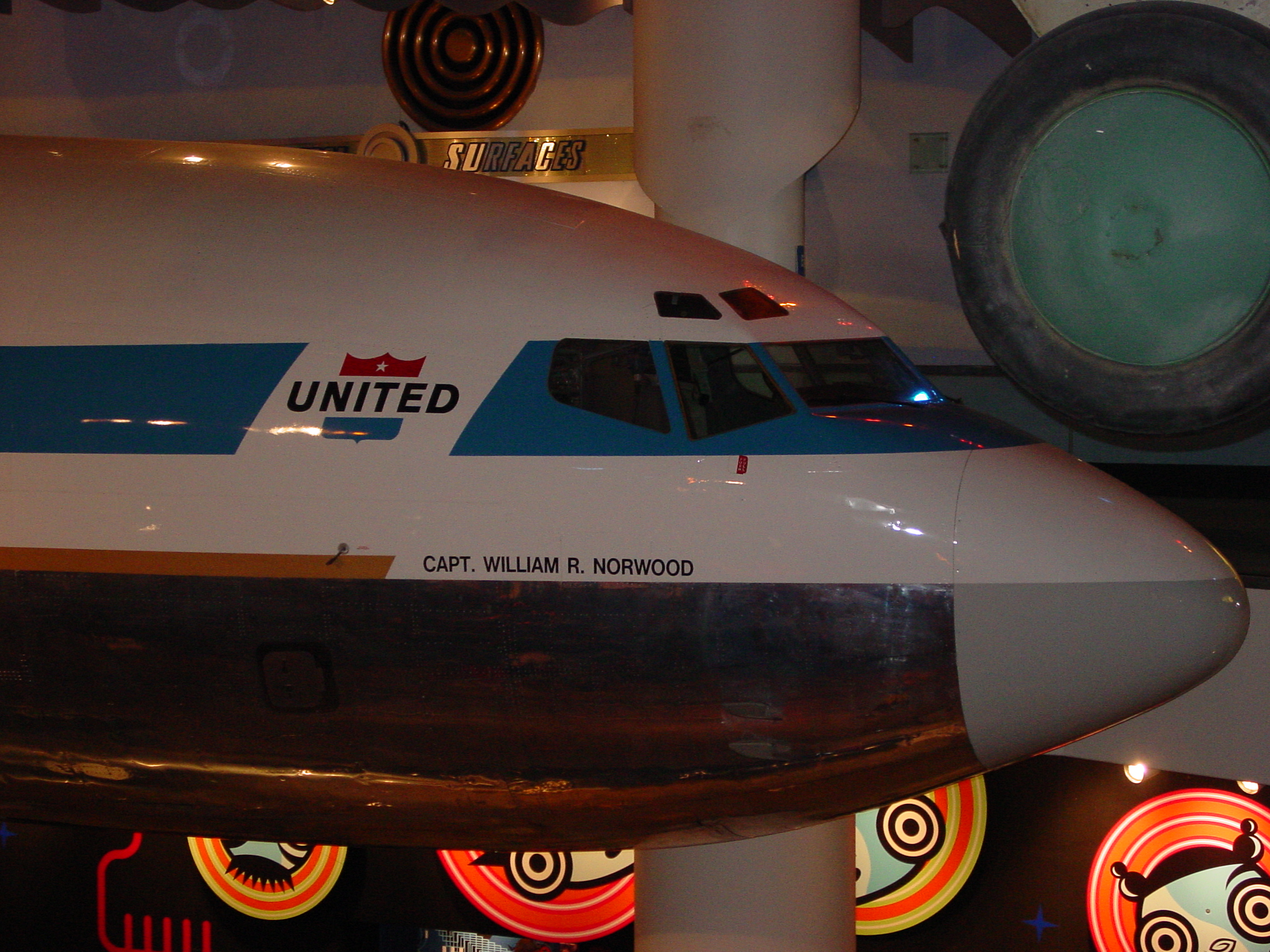
波音727窄體客機

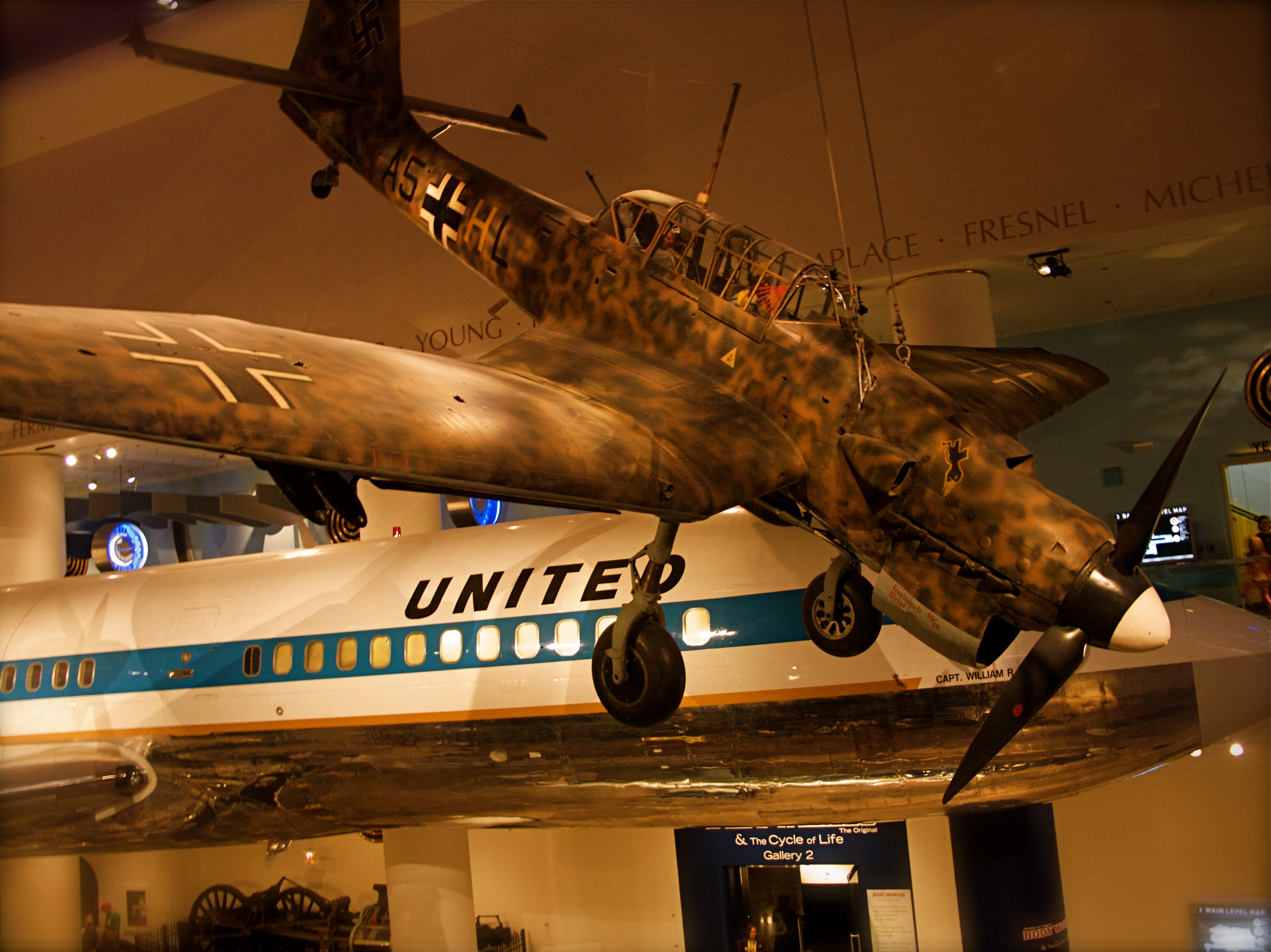
容克斯 Ju 87「斯圖卡」俯衝轟炸機

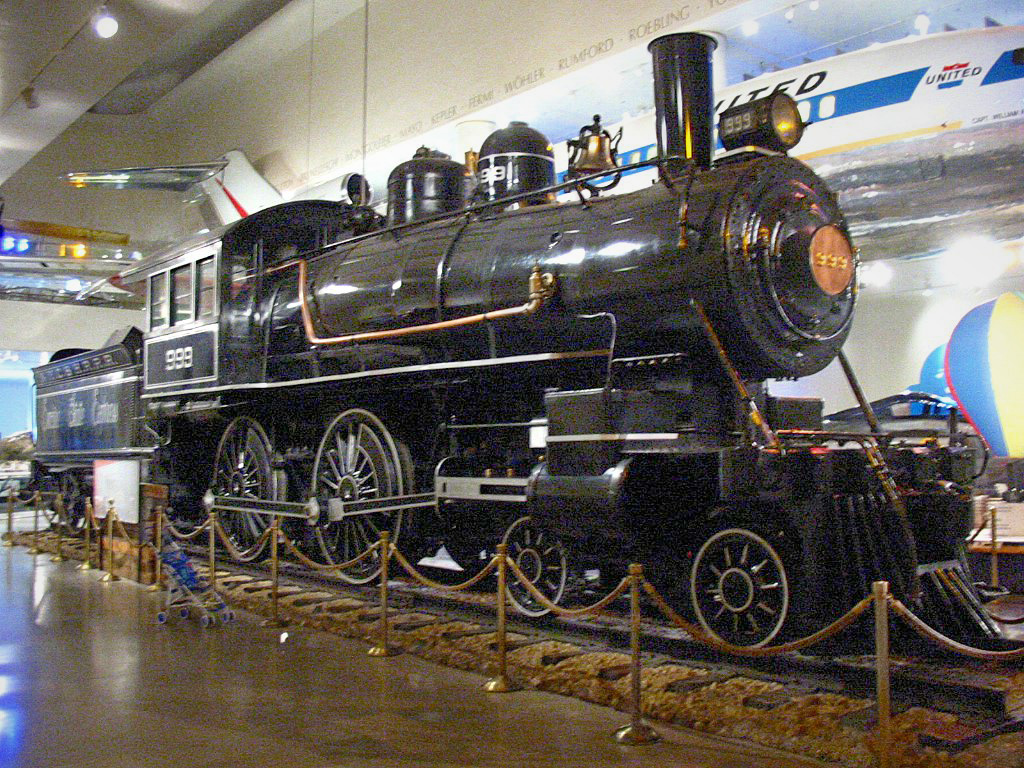
紐約中央鐵路999號蒸汽機車（New York Central and Hudson River Railroad No. 999）

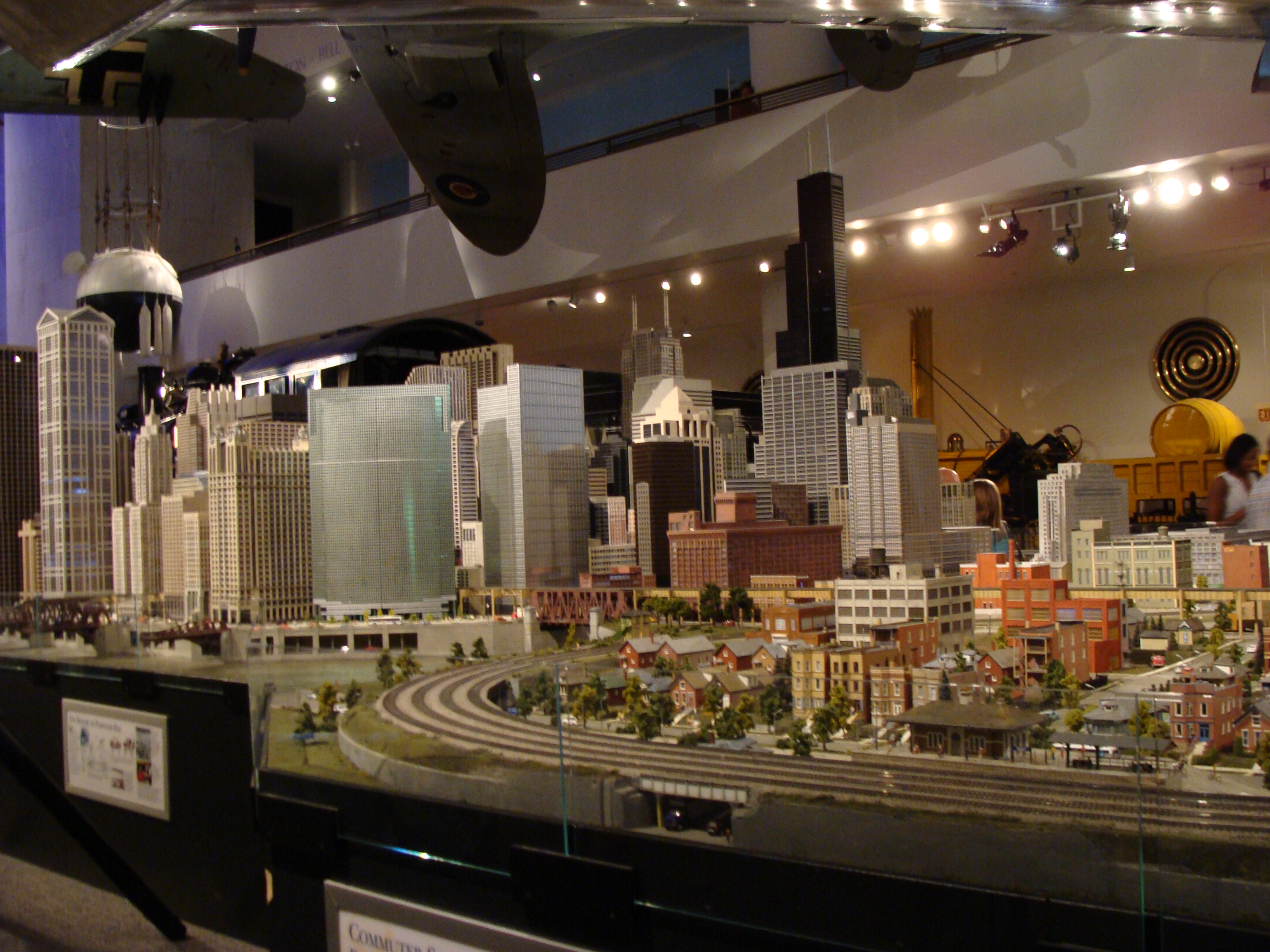
「The Great Train Story」立體展品

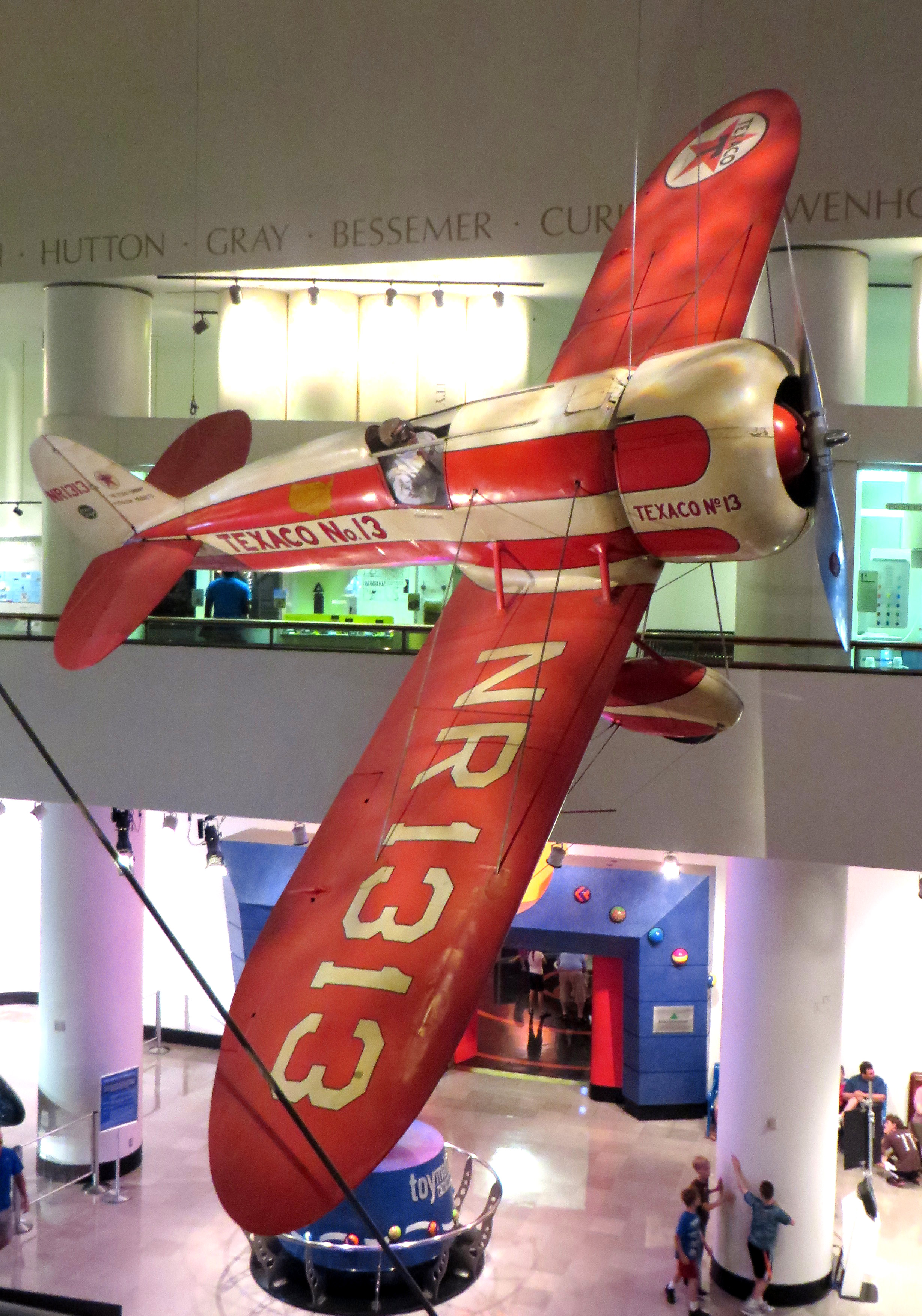
1930年代由飛行員Frank Hawks駕駛過的競速飛機「Texaco 13」號

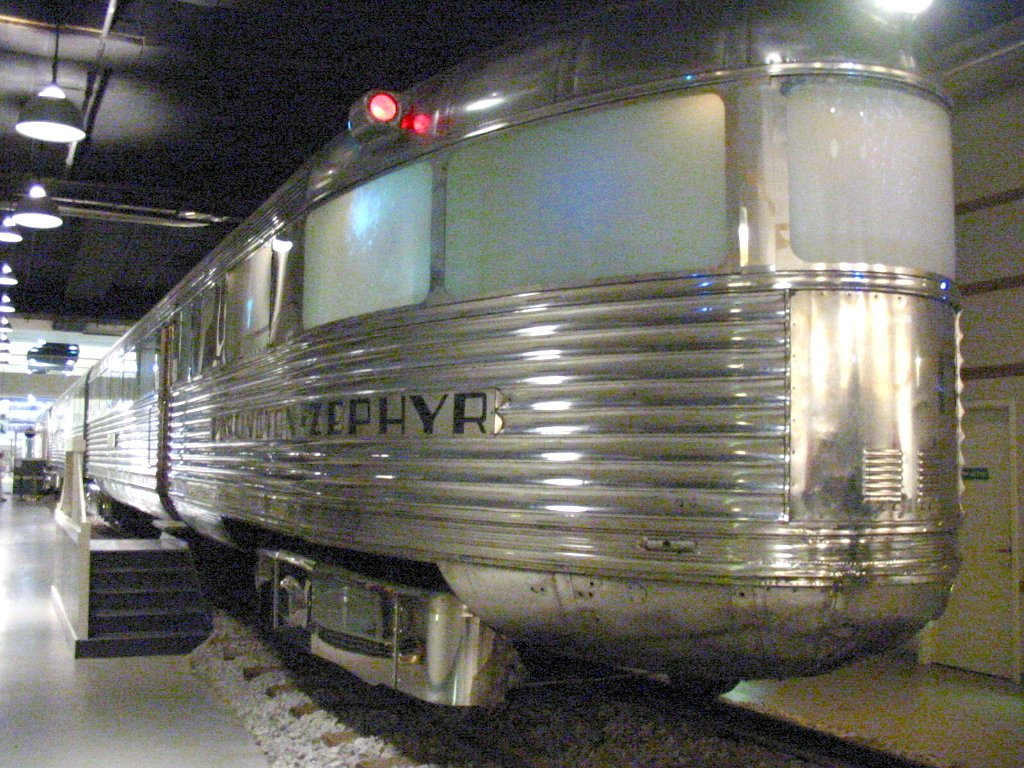
從尾部位置觀看先鋒者微風號（Pioneer Zephyr）列車

博物館共收藏超過2000件不同種類的展品，並分別展出於75個大大小小的展覽廳。其中有數個為永久性展出。當中某部份展覽（如「煤礦」（Coal Mine）及IX級潛艦U-505號）需額外付費參觀。
博物館分為不同展廊及展區：

### Transportation Gallery 「交通展廊」
Transportation Gallery 展出數個永久性展品。
「The Great Train Story」 是一個面積達3500平方尺（約330平方米）的立體模型，當中以不同交通工具及鐵路模型貫穿芝加哥至西雅圖之間的大小地標。
另外此區亦展出於1962年由紐約中央鐵路捐贈，曾經行走帝国洲际特快列车線（Empire State Express）的999號蒸汽機車。此蒸汽機車乃於19世紀末設計作為1893年芝加哥哥倫布紀念博覽會的特快列車之用，並為首台可運行至100英哩每小時（約160公里每小時）的火車（雖然當時被未有以科學驗證方式證明的紀錄存在）。
另外亦展出數台飛機，如萊特兄弟首台製造的飛機的實體模型；經切割及加工後允許參觀者入內參觀的原聯合航空波音727客機；英國政府捐贈的兩台二次大戰名機，包括世上僅存兩台原廠製造之一台的Ju 87 R-2/Trop俯衝轟炸機，及一台原英國皇家空軍服役的超級馬林 噴火式戰鬥機，等等展品。

### Science Storms 「科學風暴」
展出展品如特斯拉線圈、定日鏡、由英國發明家James Wimshurst發明的維姆斯赫斯特氏起電機（Wimshurst machine）及牛頓擺、傅科擺等物理模型。

### Genetics：Decoding Life 「基因：生命解碼」
此展區向參觀者展示基因如何影響人類與動物的發展。其中一個展出項目為由孵蛋器組成的幼雞孵化器。參觀者可近距離觀察幼雞由接近完成孵化到破蛋而出的一刻。另外亦有展出其他生物及動物如基因改造青蛙、鼠和抗旱植物。

### Coal Mine 「煤礦」
此展區重現一個微型的煙煤礦，並運用舊有Old Ben #17號礦場的舊有裝備向參觀者展示採礦的過程。

### U-505
二次大戰時期美國海軍成功俘獲過兩艘納粹德國海軍的U型潛艦。其中一艘於1944年6月4日被俘獲，即為展示於此展區的IXC級潛艦U-505號艦。參觀者可於支付約十數美元的額外費用後進入潛艦內部參觀。同時展區亦展示部份大西洋戰役時期的歷史片段，當時納粹德國海軍的制服及武器如魚雷等展品。

### Entry Hall  入口大廳
Entry Hall本來被名為Great Hall。2008年被改為現名。此展區停放了首列使用柴油動力並以關節式轉向架連結各車廂的流線型柴油內燃機動力列車——先鋒者微風號（Pioneer Zephyr），其為現代高速商業運營列車的先驅之一。

### Henry Crown Space Center
此展區擺放及展示了太陽神8號航天任務中曾執行載人近地軌道飛行的指令/服務艙（CSM）。另外亦展示了水星-宇宙神7號計劃的載人飛船，等等。此展區亦有一座IMAX影院。